# Микроклима
Микроклима (грч. mikros — мали и грч. klima — нагиб) је клима приземног слоја ваздуха и мање посматране територије до највише два метра висине. Може се односити на - ливаду, поље, ободе шума, кварт града, мање насеље и др. Такође, микроклима може бити и разлика метеоролошког режима унутар типа локалне климе. Микроклима се односи и на климу агеографских простора (нпр. клима у складишту, у хладњачи, у становима, радним просторијама, клима круне дрвета, мравињака итд.). Микроклима је специфична варијанта макроклиме, и микроклима се унутар макроклиме формира под утицајем:
- микрорељефа - вртаче, увале, крашка поља, речне долине, брегови и брда, присојне и осојне стране итд.
- физичких особина подлоге - врста биљног покривача, голо тле или прекривено снегом, водом, ледом итд.

Подручје микроклиме може да обухвата од неколико квадратних метара до неколико квадратних километара.

## Микроклиматологија
Микроклиматологија је део климатологије који проучава особине климе малих површина или приземног слоја ваздуха нижег од два метра. Ова наука је почела да се развија на самом почетку XX века. Микроклиматска проучавања имају велики практични значај за пољопривреду, при избору места за изградњу туристичких објеката, за коришћење соларне енергије. Микроклиматолошка поучавања поред практичног, имају и научни, теоретски значај. Задатак микроклиматологије је да се у пуној мери прикажу климатске разлике појединих делова територије у вези са разликама подлоге и рељефа на тим деловима територије.

### Елементи микроклиме
- инсолација
- радијација
- температура приземног слоја ваздуха
- влажност
- испаравање
- ветар
- снежни покривач
- вегетација
- људска делатност

## Методе микроклиматских осматрања
Микроклиматска проучавања или такозвана микроклиматска снимања заснивају се на подацима осматрања најближе стандардне метеоролошке станице и неколико привремених станица смештених на карактеристичним тачкама проучаване територије. Особине микроклиме неког краја или насеља најизразитије се запажају у току топлог или тихог времена. Пошто се у приземном слоју ваздуха величине климатских елемената мењају и при незнатним променама висине, потребна мерења врше се на самој подлози, затим и на удељености од 2, 5, 10, 15, 20, 30 и 50 cm, затим на висини од 1 и 1,5 m. На тај начин могу се регистровати просечне вредности температуре, влажности ваздуха, брзине ветра у приземном слоју као и друге појаве. Поред оваквих проучавања постоје и маршрутна снимања. Она се своде на мерење појединих климатских елемената дуж одређеног пута. При томе осматрачи могу да користе и моторна возила, која су специјално опремљена у ту сврху.
Микроклиматска проучавања су веома развијена у САД, Немачкој, Русији, Аустрији, Јапану, Великој Британији итд.

## Фактори који утичу на образовање микроклиме
- Човекова делатност
- Рељеф
- Вегетација
- Водене површине

### Човек и микроклима
Човек својом делатношћу утиче на све, па и на климу. 
Изградњом објеката од бетона, цигле и асфалта он утиче на околну природу. Такве творевине акумулирају више топлоте, те су мање шансе да у овим подручјима буду екстремно ниске температуре или мраз, какве би могле да буду тамо где је природа очувана. Такође зграде представљају штит од ветра.

### Рељеф и микроклима
Рељеф има велики утицај на микроклиму. Узвишења смањују амплитуду дневних температура, док је разна удубљења повећавају. То се дешава јер расхлађени и гушћи ваздух клизи низ падине и скупља се у удубљењима – у долинама, јаругама, вртачама, увалама, крашким пољима и котлинама. Такође у току дана ваздуха у долинама, и уопште у удубљењима, више се загреје и ту се, због мањег проветравања, највећим делом задржава. Постоје и разлике у температури ваздуха на падинама удубљења које су условљене експозицијом страна. Присојне стране су лети увек топлије од осојних. А експозиција утиче и на влажност тла. Такође постоје и разлике у температури које настају као последица неједнаког упадног угла Сунчевих зракова. Рељеф утиче и на величину испаравања. Оно је веће на узвишењима, јер су тамо јача и чешћа струјања ваздуха, него на удубљењима и у долинама. Микроклима се такође доста мења у алувијалним равнима река. Ту је лети температура нижа, а зими виша од уобичајене. Ово се посебно запажа у алувијалним равнима великих река као што су Волга, Кама, Об, Јенисеј, Мисисипи итд.

### Вегетација и микроклима
Вегетација даје микроклими изразита својствена обележја. Она смањује осветљеност, ублажава дневне и годишње амплитуде температура, повећава релативну влажност и падавине, задржава снег, смањује врзину ветра, а шумско тле акумулира више воде него отворено поље. Највећи утицај на микроклиму има шума. Клима шуме од велике мере зависи од врсте дрвећа (листопадно, четинарско, мешовито), његове старости и начина коришћења шума. 

### Вегетација и водене површине (пример језеро)
Језера имају утицај на климу у свом приобалном појасу. То се осећа по свежини када им човек прилази лети, а по мањој хладноћи зими. Овакав утицај воде језера на климу може се уочити на Охридском језеру у Македонији, јер је температура ваздуха у Охриду мања за 2,2 °C него у Битољу. А још су већи утицаји језера као што су Каспијско, Аралско или Бајкалско. Она на своју околину делују као мора, то јест дају јој маритимне одлике. Такође око језера већа су испарења, а самим тим и већа је релативна влажност и количина падавина.

## Микроклима у појединим градовима и регионима
- Америка - Сан Франциско има различите микроклимате, па тако температура у једном кварту може бити и до 5 °C већа него у другом. То се дешава због различите градске топографије и утицаја водених површина. Лос Анђелес и Сан Дијего су подручја где температура може да варира и до 10 °C између унутрашњости и приморја. Такође ту брда и планине блокирају приморске ваздушне масе. Поред ових градова различите типове микроклима поседују и многи други градови са различитим географским положајима и одликама рељефа (Калгари, Халифакс, Сантијаго).
- Европа – У кантону Тићино у Швајцарској микроклимат омогућује раст палме и дрвећа банане. Канарска острва називају се још и „Минијатурни континент“ због различите микроклиме. Лидс у Енглеској због великог броја долина која окружују центар града има измењену микроклиму.
- Африка – Марокански градови окренути ка Атлантском океану имају блага лета, са температуром у просеку 23 до 26 °C упркос томе што се налазе у непосредној близини топле климе пустиње Сахаре.
- Азија – Аман и Јордан имају екстремне примере микроклиме, где скоро сваки кварт има своју сопствену микроклиму. Па тако у једном граду у предграђу температура може бити јако ниска, а у центру виша. У Ирану, у граду Јазд, традиционална архитектура дворишта са дрвећем и базенима у садејству са ветром створила је повољну микроклиму у овој пустињској области.
- Аустралија – У Сиднеју температура је лети нижа близу приморског дела, а је зими виша него центру града.